# Andrzej Sowiński
Andrzej Sowiński (ps. „Zagłoba”, ur. 17 lipca 1922 w Warszawie, zm. 14 kwietnia 1996 tamże) – polski radiotechnik, elektronik, profesor nauk technicznych, żołnierz Związku Walki Zbrojnej i Armii Krajowej, ofiara represji komunistycznych.

## Życiorys
Pochodził z rodziny kolejarskiej. Szkołę podstawową i gimnazjum Niklewskiego ukończył w Warszawie, gdzie w 1939 zdał maturę. Był licencjonowanym krótkofalowcem; samodzielnie budował radioodbiorniki. Członek VII Warszawskiej Drużyny Harcerskiej im. Gen. Karola Kniaziewicza, walczył ochotniczo w kampanii wrześniowej. Od 1940 był członkiem Związku Walki Zbrojnej (potem Armii Krajowej) pod pseudonimem Zagłoba. Współtwórca batalionu „Zośka” i jednym z przeprowadzających rozpoznanie przed Akcją pod Arsenałem. Za zgodą państwa podziemnego pracował w warszawskich Zakładach Philipsa, gdzie prowadził działalność wywiadowczą. Uczęszczał na tajną Wyższą Szkołę Techniczną, gdzie zetknął się m.in. z Witoldem Pogorzelskim i Mieczysławem Pożaryskim. W powstaniu warszawskim dowodził plutonem. Pięciokrotnie ranny. Odznaczono go wówczas Krzyżem Walecznych.
Po zakończeniu wojny studiował na Wydziale Elektrycznym Politechniki Warszawskiej;  następnie podjął pracę w Biurze Odbudowy Stolicy, a potem w Ośrodku Badawczo-Rozwojowym Polskiego Radia. W 1948 ukończył studia z tytułem magistra inżyniera elektryka (specjalność radiotechnika, praca dyplomowa pod kierunkiem prof. Janusza Groszkowskiego). Jego pracą dyplomową było zaprojektowanie konstrukcji i obliczenie parametrów radiostacji Warszawa II.
Dnia 3 stycznia 1949 (kilka miesięcy po uruchomieniu radiostacji Warszawa II) został aresztowany i uwięziony go w X Pawilonie Ministerstwa Bezpieczeństwa Publicznego, gdzie był brutalnie przesłuchiwany. Został skazany na piętnaście lat więzienia za działalność konspiracyjną w ZWZ i AK. Wyrok odbywał do 6 listopada 1954, a w 1957 został zrehabilitowany.
Pracował w Zakładach Philipsa (wówczas im. Róży Luksemburg) oraz w Zakładzie Elektroenergetyki Politechniki Wrocławskiej z siedzibą w Warszawie, gdzie był głównym inżynierem, a później, po przekształceniach, pierwszym dyrektorem samodzielnego Zakładu Opracowań i Produkcji Aparatury Naukowej. Od 1958 podjął zatrudnienie w Instytucie Tele- i Radiotechnicznym, gdzie założył Pracownię Miernictwa Cyfrowego. Doszedł tam do stanowiska dyrektora. W 1963 został samodzielnym pracownikiem naukowo-badawczym. Od 1961 wykładał na Wydziale Łączności Politechniki Warszawskiej. Doktoryzował się 31 maja 1966 (praca pt. Optymalizacja częstotliwości powtarzania automatycznych pomiarów cyfrowych). W 1967 wydał książkę Cyfrowa technika pomiarowa, która była pierwszą krajową monografią na ten temat. W 1971 został dyrektorem Przemysłowego Instytutu Elektroniki. W 1976 został profesorem nauk technicznych. W 1991 wydał monografię Automatyczne testowanie w mikroelektronice. Był redaktorem naczelnym czasopism Prace PIE oraz serii Elektronizacja. W 1989 podjął pracę w Instytucie Łączności w Miedzeszynie (do 1992 był jego sekretarzem naukowym).
Opublikował około 80 artykułów i referatów konferencyjnych oraz sześć monografii.

## Członkostwo
Był członkiem Komitetu Elektroniki i Telekomunikacji, Komitetu Metrologii i Aparatury Naukowej Polskiej Akademii Nauk, członkiem SEP (od 1946) i członkiem jego prezydium zarządu głównego. Od 1972 r. był członkiem Institute of Electrical and Electronics Engineers, w tym członkiem założycielem jego polskiej sekcji. Od 1979 do 1983 przewodniczył tej sekcji. Otrzymał The IEEE Centennial Medal.

## Zainteresowania naukowe
- metrologia i jej wykorzystanie w dziedzinie techniki cyfrowej,
- tworzenie modeli i prototypów woltomierzy i omomierzy cyfrowych, przetworników analogowo-cyfrowych i komutatorów, co wykorzystano w Zakładach Telpod, natomiast wolto-omomierz cyfrowy wdrożono do małoseryjnej produkcji w Zakładzie Doświadczalnym Instytutu Tele- i Radiotechnicznego we Wrocławiu,
- urządzenia testujące dla mikroelektroniki i komputerowe systemy pomiarowe[2],
- urządzenia do montażu półprzewodników[1].

## Odznaczenia
Otrzymał:
- Krzyż Walecznych,
- Złoty Krzyż Zasługi,
- Krzyż Oficerski Orderu Odrodzenia Polski,
- Złotą Honorową Odznakę SEP (dwa razy),
- Złotą Honorową Odznakę Naczelnej Organizacji Technicznej (dwa razy),
- Medal SEP im. Mieczysława Pożaryskiego,
- Medal SEP im. Janusza Groszkowskiego[2],
- Honorowa Złota Odznaka za Zasługi dla Warszawy (najbardziej przez niego ceniona, co podkreślał w wystąpieniach)[1].